# Siesta Shores (Teksas)
Siesta Shores je naseljeno mjesto za statističke potrebe u američkoj saveznoj državi Teksas. Prema popisu stanovništva iz 2010. u njemu je živjelo 1.382 stanovnika.